# Sophie Roberge
Pour les articles homonymes, voir Roberge.
Sophie Roberge, née le 18 octobre 1973 à Québec, est une judokate canadienne.

## Palmarès international en judo
| Championnats panaméricains | Championnats panaméricains | Championnats panaméricains |
| Année                      | Médaille                   | Catégorie                  |
| -------------------------- | -------------------------- | -------------------------- |
| 1992                       | bronze                     | –66 kg                     |
| 1994                       | bronze                     | –66 kg                     |
| 1999                       | or                         | –63 kg                     |
| 2000                       | bronze                     | –63 kg                     |
| 2001                       | or                         | –63 kg                     |
| Jeux de la Francophonie    |                            |                            |
| Année                      | Médaille                   | Catégorie                  |
| 1994                       | bronze                     | –66 kg                     |
| 2001                       | bronze                     | –63 kg                     |